# Aerials
"Aerials" je treći i posljednji singl američko-armenskog metal sastava System of a Down s njihovog multiplatinastog albuma Toxicity.
Tekst pjesme su napisali Serj Tankian i Daron Malakian, a uz njih, producirao ju je i Rick Rubin. Singl je objavljen 11. lipnja 2002., te se nalazio na prvom mjestu Billboardovih top lista Hot Mainstream Rock Tracks i Hot Modern Rock Tracks Također, nominiran je za Grammy u kategoriji za najbolju rock izvedbu 2003.
Na albumu, uz nju se nalazi i skrivena pjesma "Arto", u kojoj je sastav surađivao s armenskim glazbenikom Artom Tunçboyacıyanom. Snimljen je i spot koji su režirali Shavo Odadjian, basist sastava te David Slade. Glavni lik spota je dječak neobična izgleda, koji nakošenim bademastim očima i malim ustima podsjeća na izvanzemaljca. Iako nije potpuno jasno značenje pjesme, njeni stihovi, te dječak u spotu koji se svojim izgledom potpuno razlikuje od drugih, sugeriraju da govori o gubljenju vlastitog identiteta, te postajanju sličnim drugim ljudima.

## Produkcija
- System of a Down

- Serj Tankian - vokal
- Daron Malakian - prateći vokal, gitara
- Shavo Odadjian - bas-gitara
- John Dolmayan - bubnjevi